# Hirundo dimidiata
La golondrina perlada (Hirundo dimidiata) es una especie de ave paseriforme de la familia Hirundinidae propia del África austral. Se reproduce desde el sur de África hasta Angola, el sur de Zaire y Tanzania. Es parcialmente migratoria, con muchas aves de Sudáfrica que pasan el invierno en el sur de África Central. Es un ave de tierras secas, pastizales y claros; se la suele hallar cerca de poblaciones humanas. Esta golondrina construye un nido con forma de recipiente reforzado con pasto y una delgada capa de pelo. A veces reaprovecha los nidos de Hirundo cucullata.
El nido puede ser reutilizado en años siguientes y hay registros de uno utilizado por treinta años. Se suele construir en cavidades naturales o estructuras hechas por el hombre como edificios, alcantarillas y techos, pero su preferencia por edificios abandonados indica que no aprovecha tanto las construcciones del hombre para hacer su nido, a diferencia de Hirundo abyssinica, por ejemplo. Los dos o tres huevos que pone son enteramente blancos y los incuba únicamente la hembra durante 16 a 17 días. Ambos padres alimentan a los pichones, que emplumecen alrededor de 20 a 23 días más tarde, aunque luego regresarán al nido para alimentarse unos días después de su primer vuelo. 
La golondrina de pecho perlado tiene de 13 a 14 cm de largo. Sus partes superiores son azul brillante y las inferiores, color blanco grisáceo. La parte superior de las alas, las plumas de vuelo y la cola bífida son color azul negruzco. El plumaje debajo de las alas son de un tono blanco y gris, ligeramente más oscuro que las partes inferiores. La carencia de tonos blancos en la cola es una característica que la distingue de otras especies de Hirundo. La subespecie del norte,  H. d. marwitzi es más oscura y pequeña que la nominal, H. d dimidiata, aunque las diferencias son pequeñas; esto hace pensar que la especie es monotípica. La golondrina perlada posee un gran rango de distribución. Se alimenta principalmente de insectos voladores. Su llamada es un gorjeo agudo chip cheree chip chip.